# Cymbacha festiva
Cymbacha festiva là một loài nhện trong họ Thomisidae.
Loài này thuộc chi Cymbacha. Cymbacha festiva được Ludwig Carl Christian Koch miêu tả năm 1874.